# Erythrai, Boiotien
Erythrai (grekiska: Ερυθραι) var en stad i Boiotien, i närheten av slagfältet vid Plataiai.
Den moderna staden på samma plats heter Erythres och ligger i prefekturen Västra Attika i regionen Attika.